# Torneo de Guadalajara
El Torneo de Guadalajara (por motivos de patrocinios Guadalajara Open AKRON Presented by SANTANDER) es un torneo femenino profesional de tenis. Tiene lugar en canchas duras al aire libre en la ciudad de Guadalajara, Jalisco. El torneo subió de categoría a WTA 250 en 2021. Durante 2022 y 2023, el torneo fue WTA 1000. A partir de 2024 el torneo será WTA 500

## Resultados

### Individual
| Año          | Campeona                                      | Finalista                                     | Resultado                                     |
| ------------ | --------------------------------------------- | --------------------------------------------- | --------------------------------------------- |
| ↓ WTA 125s ↓ |                                               |                                               |                                               |
| 2019         | Veronika Kudermétova                          | Marie Bouzková                                | 6-2, 6-0                                      |
| 2020         | No disputado debido a la Pandemia de COVID-19 | No disputado debido a la Pandemia de COVID-19 | No disputado debido a la Pandemia de COVID-19 |
| ↓ WTA 250 ↓  |                                               |                                               |                                               |
| 2021         | Sara Sorribes                                 | Eugénie Bouchard                              | 6-2, 7-5                                      |
| 2022 I       | Sloane Stephens                               | Marie Bouzková                                | 7-5, 1-6, 6-2                                 |
| ↓ WTA 1000 ↓ |                                               |                                               |                                               |
| 2022 II      | Jessica Pegula                                | María Sákkari                                 | 6-2, 6-3                                      |
| 2023         | María Sákkari                                 | Caroline Dolehide                             | 7-5, 6-3                                      |
| ↓ WTA 500 ↓  |                                               |                                               |                                               |
| 2024         | Magdalena Fręch                               | Olivia Gadecki                                | 7-6(5), 6-4                                   |

### Dobles
| Año          | Campeonas                                     | Finalistas                                    | Resultado                                     |
| ------------ | --------------------------------------------- | --------------------------------------------- | --------------------------------------------- |
| ↓ WTA 125s ↓ |                                               |                                               |                                               |
| 2019         | María Sánchez Fanny Stollár                   | Cornelia Lister Renata Voráčová               | 7-5, 6-1                                      |
| 2020         | No disputado debido a la Pandemia de COVID-19 | No disputado debido a la Pandemia de COVID-19 | No disputado debido a la Pandemia de COVID-19 |
| ↓ WTA 250 ↓  |                                               |                                               |                                               |
| 2021         | Ellen Perez Astra Sharma                      | Desirae Krawczyk Giuliana Olmos               | 6-4, 6-4                                      |
| 2022 I       | Kaitlyn Christian Lidziya Marozava            | Wang Xinyu Lin Zhu                            | 7-5, 6-3                                      |
| ↓ WTA 1000 ↓ |                                               |                                               |                                               |
| 2022 II      | Storm Sanders Luisa Stefani                   | Anna Danilina Beatriz Haddad Maia             | 7-6(4), 6-7(2), [10-8]                        |
| 2023         | Elise Mertens Storm Sanders                   | Gabriela Dabrowski Erin Routliffe             | 3-6, 6-2, [10-4]                              |
| ↓ WTA 500 ↓  |                                               |                                               |                                               |
| 2024         | Anna Danilina Irina Khromacheva               | Oksana Kalashnikova Kamilla Rakhimova         | 2-6, 7-5, [10-7]                              |